# Juan Cole
John Ricardo I. Cole dit Juan Cole (né le 23 octobre 1952) est un universitaire américain, historien du Moyen-Orient moderne et Asie du Sud, commentateur politique, et intellectuel public.  Il est un professeur de Histoire à l'Université du Michigan. En tant que commentateur sur les affaires du Moyen-Orient, il a paru sous forme imprimée et à la télévision, et a témoigné devant le Sénat américain. Il a publié plusieurs ouvrages universitaires sur le Moyen-Orient moderne et est un traducteur d'arabe et en persan. Depuis 2002, il a écrit un blog, Informed Comment (« Commentaires éclairés »).

## Critiques
Jeremy Sapienza, rédacteur en chef du site Antiwar.com critique Cole pour ses positions sur les guerres américaines, qu’il juge partisanes, citant son soutien aux guerres soutenues par le parti démocrate américain comme dans les Balkans et en Libye, tout en s'opposant aux guerres soutenues par le parti républicain américain comme les guerres contre l’Irak.

## Publications
- Notices d'autorité :   - VIAF
  - ISNI
  - BnF (données)
  - IdRef
  - LCCN
  - GND
  - Espagne
  - Pays-Bas
  - Israël
  - NUKAT
  - Catalogne
  - Suède
  - Tchéquie
  - WorldCat
- Muhammad : prophet of peace amid the clash of empires, octobre 2018,  (ISBN 9781568587837)
- Engaging the Muslim World, 2009.
- Napoleon's Egypt: Invading the Middle East, 2007.

- traduit en français sous le titre Bonaparte et la république française d’Égypte par Philippe Pignarre, Paris, Éditions La Découverte, 2014, 332 p.  (ISBN 978-2-35925-067-1)
- The Ayatollahs and Democracy in Iraq, 2006.
- "Historiography of the Muslim Brotherhood", essai, 2006.
- "The Imagined Embrace: Gender, Identity and Iranian Ethnicity in Jahangiri Paintings", essai, 2003.
- Sacred Space and Holy War: The Politics, Culture and History of Shi`ite Islam, 2002.
- (en) Juan Cole, Modernity & the Millenium : The Genesis of the Baha’i Faith in the Nineteenth-Century Middle East, New York, Columbia University Press, 1998, 264 p. (ISBN 978-0-231-11081-5)
- Colonialism and Revolution in the Middle East: Social and Cultural Origins of Egypt's `Urabi Movement, 1993.
- Comparing Muslim Societies, 1992.
- Roots of North Indian Shi`ism in Iran and Iraq: Religion and State in Awadh, 1722-1859., 1988.
- Shi'ism and Social Protest. (avec Nikki Keddie), 1986.
- "Baha'u'llah and the Naqshbandi Sufis in Iraq, 1854-1856", de Iran East and West: Studies in Babi and Baha'i History, vol. 2 (avec Moojan Momen), 1984.